# ستيفن سويفت (قاضي)
ستيفن سويفت (بالإنجليزية: Stephen Swift)‏ هو قاضي أمريكي، ولد في 1943.